# ElgooG

Начальная страница сайта до 2013

elgooG («лгуГ») — зеркало поискового движка Google. Весь текст на странице, в том числе и результаты поиска, отображается задом наперёд. Название «зеркало Google» — пародия на сетевой термин зеркало, который обозначает копию другого сайта. Эта страница была создана All Too Flat «забавы ради», группой, известной своими сатирическими веб-страничками, которые можно увидеть на их сайте. Сам Google не участвовал в создании elgooG. Сайт стал набирать популярность в 2002 году.
В декабре того же года Журнал New Scientist в сообщил, что этот сайт стал популярным в Китае, где государство заблокировало доступ к основному сайту Google. Так как elgooG не поддерживал китайские кодировки, пользователям выдавались только результаты на латинице. 
По состоянию на 2012 год, после введения китайским Google самоцензуры поисковых результатов, он доступен в Китае без ограничений. 

## Функции
Под полем поиска есть некоторые дополнительные функции. Некоторые из текущих функций перечислены, но не ограничиваются ими:
- Перевёрнутая домашняя страница Google.
- Подводный Google, который может появляться на экране в виде рыб и золотых монет при поиске.[3]
- Google Gravity, главная страница упадет до нижней границы экрана.[4]
- Классическая игра Google T-Rex[5] с автопрыжком.[6]
- Google Pac-Man.[7]
- Google Guitar (не работает Google Chrome).[8]
- Google Guitar.[9]
- IP-локатор.[10]
- Зеркало Bing.[11]

### Статьи-пародии
- Google sets $2.7 billion IPO.
- Elgoog sets $27 OPI.